# 3. Федис
3. Федис је одржан 9. и 10. октобра 2013. године у Културном центру Чукарица и биоскопу Палас Шумадија на Бановом брду. Фестивал је отворио глумац Драган Бјелогрлић, прошлогодишњи добитник Златне антене за режију.
Зоран Гајић председник градске општине Чукарица се обратио речима:
| „             | Задовољство ми је што је овај фестивал стасао управо на нашој општини и што сваке године овде заједно промовишемо оне вредности које су некада окупљале читаве породице испред телевизора и квалитетних серијских програма. | ” |
| — Зоран Гајић | |   |

## Номинације
На Фестивалу домаћих играних серија је учествовало четрнаест телевизијских серија у конкуренцији и два гостујућа драмска формата, забавног карактера ван конкуренције, које су премијерно емитоване у сезони 2012 / 2013. Такође су учествовали и глумачки парови, глумице и глумци из неких од тих истих серија. Добитнике награде Златна антена за најпопуларнију телевизијску серију и њихове актере су изабрали читаоци листа Прес.
| Телевизијске серије          | Глумачки пар                          | Глумице           | Глумци            |
| ---------------------------- | ------------------------------------- | ----------------- | ----------------- |
| Друг Црни у НОБ-у            | Лена Богдановић и Никола Којо         |                   |                   |
| Певај, брате!                | Тијана Чуровић и Милан Калинић        |                   |                   |
| Фолк                         | Наташа Нинковић и Борис Исаковић      | Наташа Тапушковић | Никола Ракочевић  |
| Јагодићи                     | Нина Јанковић и Гордан Кичић          | Наташа Нинковић   | Дејан Луткић      |
| Звездара                     | Драгана Туркаљ и Игор Ђорђевић        | Софија Јуричан    | Бранислав Лечић   |
| На путу за Монтевидео        | Бојана Грегорић и Небојша Илић        | Тамара Драгичевић | Виктор Савић      |
| Шешир професора Косте Вујића | Тамара Алексић и Александар Радојичић |                   | Александар Берчек |
| Лед                          |                                       |                   |                   |
| Зверињак                     |                                       |                   |                   |
| Устаничка улица              |                                       |                   |                   |
| Парада                       |                                       |                   |                   |
| Будва на пјену од мора       |                                       |                   |                   |
| Луд, збуњен, нормалан        |                                       |                   |                   |
| Ларин избор                  |                                       |                   |                   |
| Државни посао                |                                       |                   |                   |
| Дама без блама               |                                       |                   |                   |

## Програм
На фестивалу има право да учествује четрнаест телевизијских и мини серија које су премијерно емитоване у сезони 2012 / 2013. године. Одобрена средства за овај фестивал су 200.000,00.
На фестивалу је приказан Времеплов, који се састоји из инсерта телевизијских серија, емитованих 60-их година, о њима су говорили професори са Факултета драмских уметности из Београда, проф. др Никола Маричић и проф. др Александар С. Јанковић, али и телевизијска критичарка Бранка Оташевић.

## Награде
Добитнике награде Златна антена за најпопуларнију телевизијску серију, глумачки пар, глумицу и глумца су изабрали читаоци листа Прес, док је добитнике за режију, сценарио, камеру, костим, монтажу и музику изабрао жири. Стручни жири је: др Никола Маричић, Бранка Оташевић, Зоран Пановић, Александар С Јанковић, Мери Билић, Сандра Радовановић и Иван Јовановић.
Златна антена за најпопуларнију телевизијску серију и њихове актере
- Златна антена за најпопуларнију телевизијску серију припала је серији На путу за Монтевидео
- Награду за најбољи глумачки пар добили су Нина Јанковић за улогу Александре Богдановићи Гордан Кичић за улогу Бранка Јагодића у телевизијској серији Јагодићи.
- Најпопуларнија глумица - Наташа Тапушковић за улогу Слађе у серији Фолк
- Најпопуларнији глумац - Александар Берчек за улогу Професора Косте Вујића у серији Шешир професора Косте Вујића

Златна антена за најупечатљивији рад
- Режија - Мирослав Лекић за телевизијску серију Јагодићи
- Сценарио - Ранко Божић и Драган Бјелогрлић за телевизијску серију На путу за Монтевидео
- Камера - Веселко Крчмар за телевизијску серију Шешир професора Косте Вујића
- Костим - Иванка Крстовић за телевизијску серију Шешир професора Косте Вујића
- Монтажа - Ареф Зааби за телевизијску серију Певај, брате!

Повеља за запажену женску и мушку улогу у домаћој серији
- Славица Вучетић и Радослав Миленковић - Јагодићи
- Анита Лазић и Миљан Прљета - Звездара
- Маја Шаренац и Андрија Милошевић - Певај, брате!
- Ива Штрљић и Марко Живић - Фолк
- Наташа Војновић и Александар Радојичић - На путу за Монтевидео
- Весна Чипчић и Љубомир Булајић - Шешир професора Косте Вујића
- Нела Михаиловић и Драган Јовановић - Друг Црни у НОБ-у

Повеља Српском глумцу за запажену улогу у серији из региона
- Марко Николић - Будва на пјену од мора
- Јана Милић - Ларин избор
- Предраг Ејдус - Луд, збуњен, нормалан

Повеља за мини серије
- Повеља за најбољу режију - Јелена Бајић Јочић - Лед
- Повеља за најбољи сценарио Срђан Драгојевић - Парада
- Повеља за унапређење телевизијске игране форме – Државни посао и Дама без блама

специјална награда
- Бата Живојиновић за запажене улоге у домаћим телевизијским серијама
- Мелита Бихали за запажене улоге у домаћим телевизијским серијама
- Драгослав Лазић за целокупни допринос телевизијској продукцији
- Кошутњак филм за најгледанију епизоду свих времена, телевизијске серије Рањени орао на основу званичних мерења гледаности телевизијског програма